# 阿班凱區

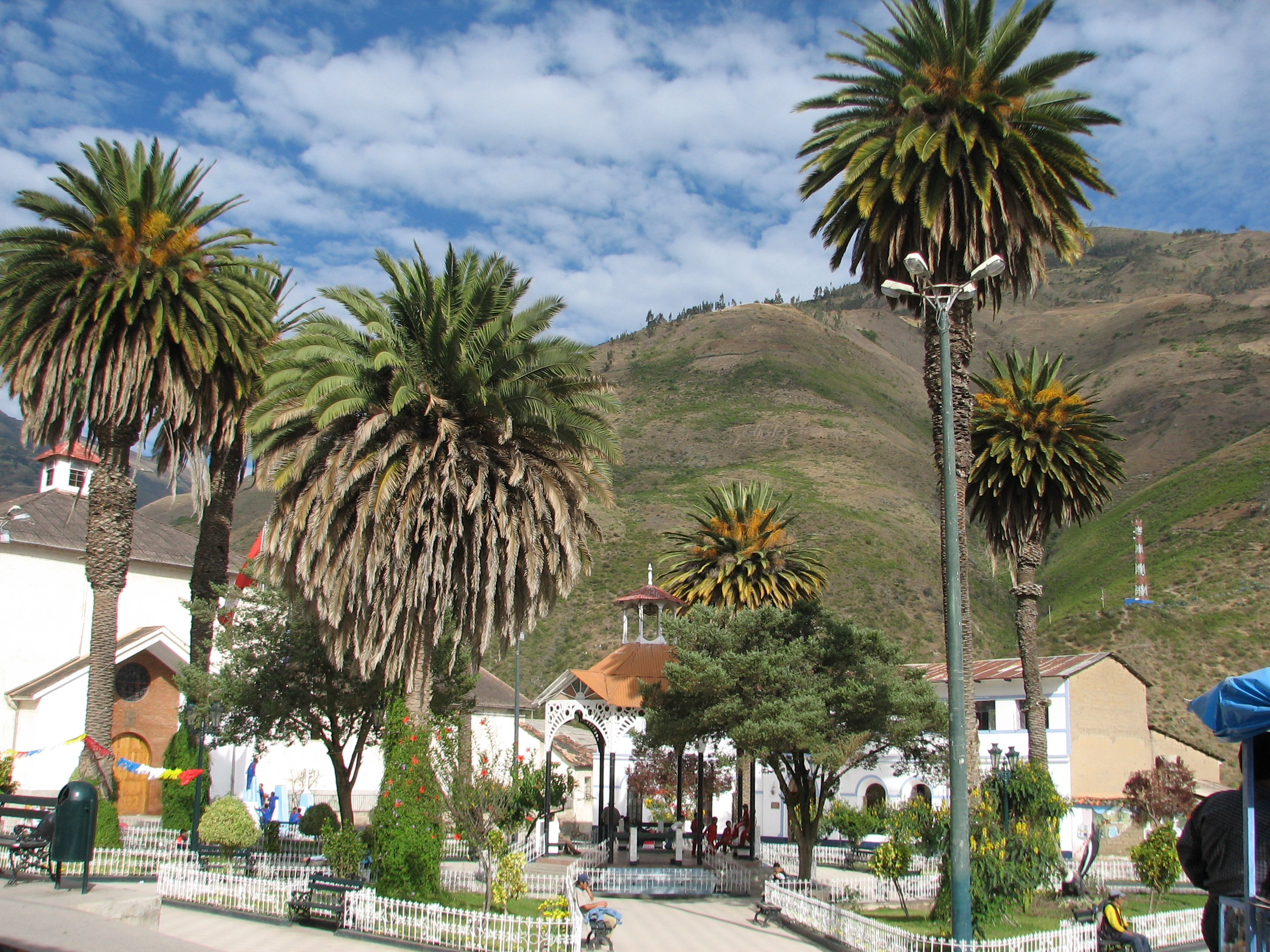

13°38′02″S 72°52′52″W / 13.63389°S 72.88111°W
阿班凱區（西班牙語：Distrito de Abancay），是秘魯的一個區，位於該國南部阿普里馬克大區的阿班凱省，面積313.1平方公里，海拔高度2,378米，2005年人口54,180，人口密度每平方公里170人。